# Miracorvina angolensis
Miracorvina angolensis is een straalvinnige vissensoort uit de familie van ombervissen (Sciaenidae). De wetenschappelijke naam van de soort is voor het eerst geldig gepubliceerd in 1935 door Norman.